# 王后 (周灵王)
王后（?—?），姜姓，是东周第11代天子周灵王的王后。前561年，周灵王派人到齐国求婚，齐灵公答应了婚事。前558年春，官师刘定公跟随单靖公迎接王后，刘定公独自前往齐国通知婚礼，因为他不是周王的卿，《左传》称之为非礼。1957年，洛阳中州渠出土了一件齐侯鑑，其铭文为“齐侯乍朕子中姜宝盂，其眉寿万年，永保其身，子子孙孙永保用之。”张剑认为中姜就是嫁给周灵王的齐灵公之女。而冯时则持不同意见，他认为此青铜器中的子仲姜是嫁给齐国鲍氏的齐侯之女。